# Zespół okrętów
Zespół okrętów – nieetatowy zespół (grupa) okrętów, niekoniecznie tej samej klasy, zebrany pod wspólnym dowództwem, by wykonać określone zadanie bojowe. Mały zespół okrętów określa się też grupą okrętów.
Ze względu na rodzaj zadania można wyróżnić na przykład:
- Zespół desantowy – który składa się z okrętów desantowych i transportowych oraz sił zabezpieczenia i ochrony. Jego zadaniem jest przewiezienie wojsk i sprzętu bojowego na wybrzeże przeciwnika, by dokonać desantu morskiego[1].
- Zespół wsparcia – wykonuje zadania wspierające wobec innych sił morskich lub wojsk lądowych operujących na wybrzeżu. Przykładowo może to być zespół wsparcia ogniowego, dokonujący przygotowania ogniowego przed desantem, lub udzielający siłom desantowym wsparcia ogniowego po wylądowaniu[1].